# Valbelle
Valbelle è un comune francese di 246 abitanti situato nel dipartimento delle Alpi dell'Alta Provenza della regione della Provenza-Alpi-Costa Azzurra.

## Storia

### Simboli
L'Armorial Général de France del 1696 riportava le lettere L e V per Lieu de Valbelle.

## Società

### Evoluzione demografica
Abitanti censiti

## Amministrazione

### Gemellaggi
- Montesegale, dal 1999[3]